# IC 949
IC 949 ist eine elliptische Galaxie vom Hubble-Typ Sd im Sternbild Bärenhüter am Nordsternhimmel. Sie ist schätzungsweise 374 Millionen Lichtjahre von der Milchstraße entfernt und hat einen Durchmesser von etwa 120.000 Lichtjahren.
Das Objekt wurde am 14. Mai 1866 vom US-amerikanischen Astronomen Truman Henry Safford entdeckt.